# Gertrud-Eysoldt-Ring
Le Gertrud-Eysoldt-Ring (anneau Gertrud Eysoldt) est un prix de théâtre annuel décerné depuis 1986 par la ville allemande de Bensheim et l'Académie allemande des arts du spectacle (Deutsche Akademie der Darstellenden Künste (de)) à la mémoire de l'actrice et metteur en scène Gertrud Eysoldt (de).
Le prix est décerné à un acteur au printemps de l'année suivante pour ses performances d'acteur exceptionnelles. Le prix est offert par le critique de théâtre Wilhelm Ringelband et est doté de 10 000 euros. À l'occasion de la remise du Gertrud-Eysoldt-Ring, le Kurt-Hübner-Regiepreis (de) est également décerné.

## Récipiendaires de l'anneau Gertrud Eysoldt

### 1986-1999
- 1986 : Doris Schade pour son interprétation d'Hecabe dans Die Troerinnen des Euripides de Walter Jens dans une production de George Tabori au Münchner Kammerspiele
- 1987 : Gert Voss pour son interprétation du rôle principal dans Richard III de William Shakespeare dans une production de Claus Peymann au Burgtheater de Vienne
- 1988 : Edith Clever pour son interprétation de Penthésilée dans la pièce du même nom de Heinrich von Kleist, mise en scène par Hans-Jürgen Syberberg, une coproduction des villes de Paris, Berlin et Francfort
- 1989 : Hans Christian Rudolph pour son interprétation de Platonov dans la pièce du même nom d'Anton Tchekhov, mise en scène par Jürgen Flimm au Théâtre Thaliag de Hambour
- 1990 : Cornelia Froboess pour son interprétation d'Ellida Wangel dans la pièce de Henrik Ibsen La Dame de la mer, mise en scène par Thomas Langhoff au Münchner Kammerspiele
- 1991 : Ulrich Mühe pour son interprétation de Clavigo dans la pièce de Goethe du même nom, mise en scène par Claus Peymann au Burgtheater de Vienne
- 1992 : Rolf Boysen pour son interprétation du roi Lear dans la pièce du même nom de William Shakespeare, mise en scène par Dieter Dorn au Münchner Kammerspiele
- 1993 : Jürgen Holtz pour son portrait du vieil homme dans Katarakt de Rainald Goetz dans la production de Hans Hollmann au Schauspiel de Francfort
- 1994 : Christa Berndl pour son interprétation de Fanny dans Der Stiefel und sein Socken de Herbert Achternbusch dans la production de Lore Stefanek au Deutsches Schauspielhaus de Hambourg
- 1995 : Martin Wuttke pour son interprétation d'Arturo Ui dans La Résistible Ascension d'Arturo Ui (The Aufhaltsame Aufstieg des Arturo Ui) de Bertolt Brecht, mise en scène par Heiner Müller au Berliner Ensemble
- 1996 : Corinna Harfouch pour son interprétation de Harras dans Des Teufels General de Carl Zuckmayer dans la production de Frank Castorf à la Volksbühne Berlin
- 1997 : Josef Bierbichler pour son interprétation de Kasimir dans Casimir et Caroline de Ödön von Horváth dans la production de Christoph Marthaler au Deutsches Schauspielhaus de Hambourg
- 1998 : Jutta Lampe pour son interprétation d'Agathe et Ellen Seegast dans la pièce Die Ähnlichen de Botho Strauss dans la production de Peter Stein au Theater in der Josefstadt de Vienne
- 1999 : Hans-Michael Rehberg pour sa représentation du masque chrétien dans 1913 de Carl Sternheim, mise en scène par Günter Krämer à la Städtische Bühnen de Cologne, le grand-père d'Anton Hamig dans Der verkaufte Großvater, mise en scène par Franz Xaver Kroetz au Volkstheater de Munich et les anciens généraux dans Marija d'Isaac Babel, mise en scène par Dieter Giesing au Schauspielhaus de Zurich.

### 2000-2020
- 2000 : Angela Winkler pour son interprétation de Rebekka West dans Rosmersholm de Henrik Ibsen, mise en scène par Peter Zadek à l'Akademietheater du Burgtheater de Vienne.
- 2001 : Judith Engel pour son interprétation des deux rôles "Die Frau" et "Sue" dans Bash de Neil LaBute, mise en scène par Peter Zadek au Hamburger Kammerspiele
- 2002 : Michael Maertens pour le rôle-titre dans Anatol de Schnitzler, Akademie-Theatre Wien, mise en scène : Luc Bondy, Wiener Festwochen
- 2003 : Dörte Lyssewski pour ses rôles dans Charlotte dans Les Affinités électives de Goethe et Hedda Gabler dans la pièce du même nom d'Ibsen, toutes deux mises en scène par Ernst Stötzner
- 2004 : Ulrich Matthes pour son rôle de George dans Qui a peur de Virginia Woolf ? d'Edward Albee, mise en scène par Jürgen Gosch
- 2005 : Tobias Moretti pour le rôle titre dans La Fortune et la Mort du roi Ottokar de Franz Grillparzer, mise en scène par Martin Kušej, à Salzbourg et à Vienne
- 2006 : Nina Hoss pour le rôle-titre dans Médée d'après Euripide, mise en scène : Barbara Frey (de), Deutsches Theatre Berlin
- 2007 : Ernst Stötzner pour son rôle de Puck dans Le Songe d'une nuit d'été, mise en scène par Jürgen Gosch, Deutsches Theater Berlin
- 2008 : Klaus Maria Brandauer pour le rôle du juge du village Adam dans La Cruche cassée de Heinrich von Kleist, mise en scène par Peter Stein, au Berliner Ensemble[1]
- 2009 : Barbara Nüsse pour son interprétation du roi Lear dans la production de Karin Beier au Schauspiel de Cologne[2]
- 2010 : Kirsten Dene à la fois pour l'œuvre de sa vie et pour ses réalisations exceptionnelles à la Schaubühne Berlin dans le rôle de Gunhild dans John Gabriel Borkman d'Ibsen, mise en scène par Thomas Ostermeier et au Burgtheater de Vienne dans le rôle de Violet Weston dans Eine Familie de Tracy Lett (mise en scène : Alvis Harmanis) et Alexander Khuon pour la conception du rôle de l'écrivain Trigorin dans la pièce de Tchekhov La Mouette au Berlin Deutsches Theater, mise en scène par Jürgen Gosch
- 2011 : Nicholas Ofczarek pour son interprétation de Casimir dans Casimir et Caroline de Ödön von Horváth au Residenztheater de Munich
- 2012 : Constanze Becker pour son rôle de Médée dans Médée d'Euripide au Schauspiel de Francfort
- 2013 : Steven Scharf pour le portrait de Judas dans la pièce seul en scène du même nom au Münchner Kammerspiele
- 2014 : Wolfram Koch et Samuel Finzi pour leur représentation en tant qu'Estragon et Wladimir dans le drame En attendant Godot au Deutsches Theater Berlin
- 2015 : Charly Hübner pour ses rôles dans Onkel Wanja et Schuld und Sühne au Deutsches Schauspielhaus de Hambourg
- 2016 : Jana Schulz pour ses rôles dans Rose Bernd et Crime et Châtiment au Schauspielhaus Bochum[3]
- 2017 : Sophie Rois pour son rôle de la sorcière dans Faust. Une tragédie, deuxième partie, à la Volksbühne Berlin.
- 2018 : André Jung pour son rôle de narrateur dans Lenz de Georg Büchner au Schauspielhaus Zürich / Schiffbau[4].
- 2019 : Sandra Hüller pour son rôle de Hamlet au Schauspielhaus Bochum[5]